# Käthe-Kollwitz-Schule (Kiel)
Die Käthe-Kollwitz-Schule ist ein Gymnasium der schleswig-holsteinischen Landeshauptstadt Kiel.

## Geschichte

### Geschichte bis zum Zweiten Weltkrieg
Am 15. April 1907 nahm die Käthe-Kollwitz-Schule als 2. Höhere Mädchenschule (ab 1912 „Lyzeum II“) nach der 1861 gegründeten Ricarda-Huch-Schule auf dem Areal zwischen der Paul-Fleming-Straße und der Harmsstraße den Schulbetrieb auf. Zunächst wurden 286 Schülerinnen in 11 Klassen unterrichtet. Die Eltern mussten damals 144 Mark jährlich Schulgeld zahlen, sehr viel Geld für die damalige Zeit. Es gab nur etwa 15 Freiplätze, die an „Würdige und Bedürftige“ verteilt wurden, wie es im 1. Jahresbericht der Schule heißt. Das Abitur musste extern abgelegt werden.
Im Jahr 1928 wurde der Schule der Status eines Oberlyzeums verliehen, so dass es möglich wurde, das Abitur an der Schule abzulegen. Im gleichen Jahr wurde auch ein Schulförderverein gegründet, der sich – wie auch der Förderverein heute – bemühte, die materielle Ausstattung der Schule zu verbessern, denn die öffentlichen Mittel reichten nicht aus. So findet die Anschaffung eines „Lichtbildapparates“ als besondere Spende des Fördervereins in den Jahresberichten mehrfach Erwähnung. Am Ende der 1920er Jahre besuchten 600 Schülerinnen das Oberlyzeum an der Harmsstraße und 30 Lehrkräfte erteilten Unterricht. Am Ende des Schuljahres 1930/31 wurden die ersten Reifezeugnisse ausgegeben. Das Oberlyzeum hatte in Kiel ein anerkanntes Profil gewonnen. Nicht zuletzt sorgten auch eine Schulbühne, das Orchester und der Chor für den guten Ruf der Schule. Zum 25. Jubiläum der Schule wurde das Oberlyzeum in Hindenburg-Oberlyzeum umbenannt.

### Geschichte im Zweiten Weltkrieg/NS-Zeit
Wenig später griff die nationalsozialistische Ideologie in Stoffpläne und Lektürelisten ein. Wer sich nicht anpasste, musste fürchten, denunziert zu werden: Strafversetzungen, Suspendierungen vom Dienst und Degradierungen waren die Folge – so auch am Hindenburg-Oberlyzeum. Während des Zweiten Weltkrieges wurde die Schule zu einem Fliegerlazarett umfunktioniert. Der Unterricht fand in den Räumen des alten Humanistischen Gymnasiums (Kieler Gelehrtenschule) am Lorentzendamm statt. Der Unterricht wurde in Wechselschichten erteilt, eine Woche die Schüler einer Jungenschule vormittags und die Schülerinnen nachmittags, in der darauffolgenden Woche umgekehrt. Im Mai 1941 wurden alle Kieler Oberschulen nach Bansin auf Usedom evakuiert.

### Geschichte nach dem Kriegsende
1945 nach Kriegsende war die Hindenburgschule, wie etwa 3/4 der Gebäude in Kiel, zum größten Teil zerstört. Der Nord-Süd-Flügel war stark beschädigt stehen geblieben. Das intakte Erdgeschoss wurde von Mietern belegt, welche die Stadt nicht anders unterbringen konnte. Dennoch wurde der Unterricht an der Hindenburgschule wieder aufgenommen, dazu wurde auch auf die benachbarte Vicelin-Kirche  sowie Wohnungen der Lehrkräfte zurückgegriffen. Um das Schulgebäude wieder aufzubauen, ergriffen Schülerinnen, Eltern und Lehrkräfte die Initiative und bemühten sich um Fenster, Türen und Bänke. Ende November 1945 konnten bereits wieder einige Klassen im Schulgebäude lernen und im Jahr 1946 zählte die Schule bereits wieder über 700 Schülerinnen. Allerdings waren die Klassenräume überfüllt und die Arbeitsbedingungen schlecht. Erst vier Jahre nach Kriegsende hatte die Stadt die finanziellen Möglichkeiten, das Gebäude allmählich instand zu setzen. Am 13. Februar 1948 benannte die Stadt Kiel die „Hindenburg-Schule“ – aufgrund der geschichtlichen Bedeutung Hindenburgs – in „Käthe-Kollwitz-Schule“ um. Im Jahr 1953 wurden der im Krieg völlig zerstörte zur Paul-Fleming-Straße liegende Teil und der Schulturm wieder aufgebaut. Ab 1958 wurden dann in einem dritten Bauabschnitt eine Gymnastik- und Turnhalle und eine geräumige Aula gebaut. Da in den 1960er Jahren zeitweise mehr als 1300 Schülerinnen die Schule besuchten, führte die Raumnot 1969 zur Errichtung eines Pavillons am Rande des Schulhofs. Dieser Pavillon wurde 1992 durch einen soliden Neubau mit vier Unterrichtsräumen ersetzt. Als erste Schule in Schleswig-Holstein richtete die Käthe-Kollwitz-Schule im Jahr 1968 im Englischunterricht der Oberstufe Leistungskurse ein, die nach Sprachkenntnissen und Leistungsstand eingeteilt waren.

### Seit Einführung der Koedukation (Ab 1971)
Im Jahr 1971 wurden erstmals Jungen als Sextaner aufgenommen. 1980 wurde der Schule eine Büste von Käthe Kollwitz aus französischem Sandstein übergeben, welche die Hamburger Bildhauerin Gertrud Weiberlen geschaffen hatte. Weiberlen war eine enge Freundin von Kollwitz. Die Büste kaufte das Kulturamt Kiel für Schule an.
Heute ist die Käthe-Kollwitz-Schule eine offene Ganztagsschule für Mädchen und Jungen mit Schwerpunkten im ästhetischen und naturwissenschaftlichen Bereich. Sie hat zurzeit etwa 750 Schüler und rund 60 Lehrer. Der Unterricht findet in Doppelstunden statt. In der Kantine der Schule („Kätheria“) gab es von 2004 an warmes Mittagessen und einen ehrenamtlichen Pausenverkauf, welcher aber durch die Corona-Pandemie eingestellt werden musste. Für 2020 war der Neubau einer Mensa geplant, die jedoch erst im August 2022 eröffnet werden konnte und seither die alte Kätheria nun ersetzt. Sowohl der Pausenverkauf, als auch das warme Mittagessen wird nun von Bread and Soda angeboten. In der ehemaligen Kätheria befindet sich seit Juni 2022 eine DaZ-Basisklasse. Für den 5. und 6. Jahrgang bietet die Schule eine Kunstklasse an. Darüber hinaus ist die Schule auch als MINT-Schule zertifiziert, mit dem Berufswahl-SIEGEL Schleswig-Holstein für ihre vorbildliche Berufliche Orientierung ausgezeichnet und nimmt regelmäßig DELF-Sprachprüfungen ab. 

## Persönlichkeiten

### Lehrer
- Hanna Jäger (1927–2014), Kunsterzieherin

### Schüler
- Simón Albers (* 1983), Fernseh- und Hörfunkmoderator
- Regine Bonke (* 1948), Objektkünstlerin
- Evelyn Gesen (* 1948), Fotografin und darstellende Künstlerin
- Regine Haack (* 1968), Malerin
- Stephan Heidenreich (Wirtschaftsmanager)
- Kristof Hopp (* 1978), Badmintonspieler
- Lotti Huber (1912–1998), Schauspielerin, Sängerin, Tänzerin und avantgardistische Künstlerin
- Elisabeth Jaspersen (1900–1994), Porträt- und Landschaftsmalerin
- Barbara Kirsch (* 1961), Malerin
- Antje Marczinowski (* 1939), Malerin
- Silke Radenhausen (1937–2024), Malerin
- Hans-Hinnerk Rohde (* 1965), Maler und Grafiker
- Fenja Schneider (* 1987), Schauspielerin, Sprecherin und Musicaldarstellerin
- Susanne Thiemann (* 1955), Korbflechterin/Installationen
- Katharina Ziemke (* 1979), Malerin